# هودکنسکرکه
هودکنسکرکه (به هلندی: Hoedekenskerke) یک منطقهٔ مسکونی در هلند است که در بورسله واقع شده‌است. هودکنسکرکه ۷۲۴ نفر جمعیت دارد.